# گرت جاننیک
گرت جاننیک (انگلیسی: Gerrit Jannink; ۱ دسامبر ۱۹۰۴ – ۷ مارس ۱۹۷۵) بازیکن هاکی روی چمن اهل پادشاهی هلند بود.